# Het gevecht tussen Carnaval en Vasten ('s-Hertogenbosch)
Het gevecht tussen Carnaval en Vasten is een schilderij van een navolger van de Zuid-Nederlandse schilder Jheronimus Bosch in het Noordbrabants Museum in 's-Hertogenbosch.

## Voorstelling
Het stelt het gevecht voor tussen Vastenavond, het einde van Carnaval, en de vastentijd. Carnaval wordt voorgesteld als een doedelzakspelende man, die op een tafel binnengedragen wordt. Tijdens de ‘verbooden vleysdagen’, zoals de vastentijd in de 16e eeuw ook werd genoemd, was het wel toegestaan vis te eten. De Vasten wordt daarom voorgesteld als een vrouw, die een tafel draagt waarop een vis ligt. Tussen deze twee personificaties geeft een bont gezelschap zich over aan nog één laatste dans. De dansende figuren dragen voorwerpen als een pollepel, een blaasbalg, spinrokken en een kattenmand. Volgens Bosch-auteur Dirk Bax zijn dit symbolen van bandeloze vastenavondpret. Opvallend is ook dat zich in dit gezelschap enkele geestelijken bevinden.

## Toeschrijving
Het werk werd voor het eerst gesignaleerd door de Duitse kunsthistoricus Max Friedländer. Het was op dat moment in twee gelijke stukken verdeeld, die later opnieuw aan elkaar zijn gemaakt. Friedländer dacht dat het hier waarschijnlijk om een origineel van Bosch ging. Die toeschrijving is niet alleen gebaseerd op de stijl van het schilderij, ook uit literatuuronderzoek is bekend dat Filips II van Spanje een Vasten en Vastenavond van Bosch bezat in het Koninklijk Paleis van El Pardo. Latere auteurs zien het als kopie, al dan niet naar de versie van Filips II. Omdat er meerdere versies bestaan, is echter niet meer na te gaan in hoeverre het werk afwijkt van het origineel. Tegenwoordig staat het – bij gebrek aan een origineel – te boek als het werk van een navolger.

## Herkomst
Het werk was in 1925 in het bezit van een onbekende kunsthandel in Milaan en later van Jacques Goudstikker in Amsterdam. Van 1929 tot 1958 bevond het zich in de verzameling van de familie Thyssen-Bornemisza in de Zwitserse stad Lugano. In 1967 werd het gesignaleerd op de grote Bosch-tentoonstelling in het Noordbrabants Museum als bruikleen van Galerie Cramer in Den Haag. In 1988 werd het verworven door het Noordbrabants Museum.